# Tulasnella deliquescens
Tulasnella deliquescens är en svampart som först beskrevs av Juel, och fick sitt nu gällande namn av Juel 1914. Tulasnella deliquescens ingår i släktet Tulasnella och familjen Tulasnellaceae.  Arten är reproducerande i Sverige. Inga underarter finns listade i Catalogue of Life.